# 1972年上海
|        | 上海历史 |
| 世紀： | 19世紀上海 \| 20世紀上海 \| 21世紀上海                                                                                     |
| 年代： | 1940年代上海 \| 1950年代上海 \| 1960年代上海 \| 1970年代上海 \| 1980年代上海 \| 1990年代上海 \| 2000年代上海               |
| 年份： | 1968年上海 \| 1969年上海 \| 1970年上海 \| 1971年上海 \| 1972年上海 \| 1973年上海 \| 1974年上海 \| 1975年上海 \| 1976年上海 |
| 紀年： | 壬子年（鼠年）、上海开埠129周年、上海设市45周年                                                                            |

## 主要官员

### 党委
- 市委第一书记：张春桥

### 革委会、人大[註 1]
- 主任：张春桥

### 公检法领导小组
- 组长：谭维铸

### （革委会）纪检组
（领导不明）

### 政协
- 主席：陈丕显

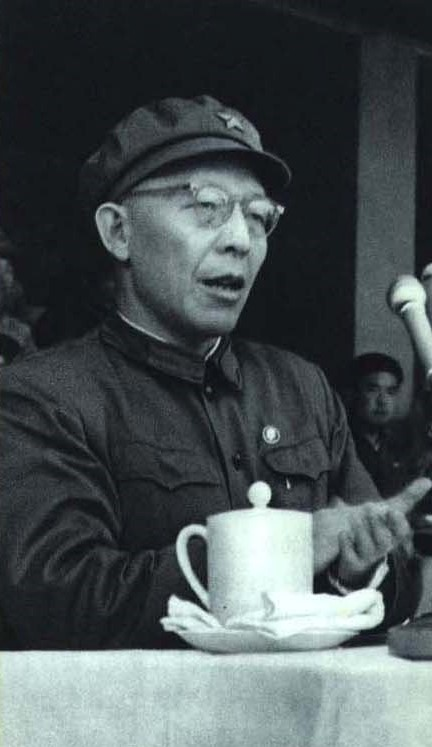
革委会主任、第一书记张春桥
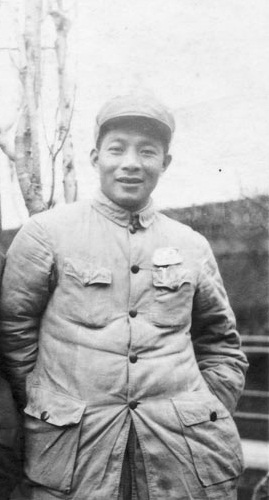
政协主席陈丕显